# تونیس مولدر

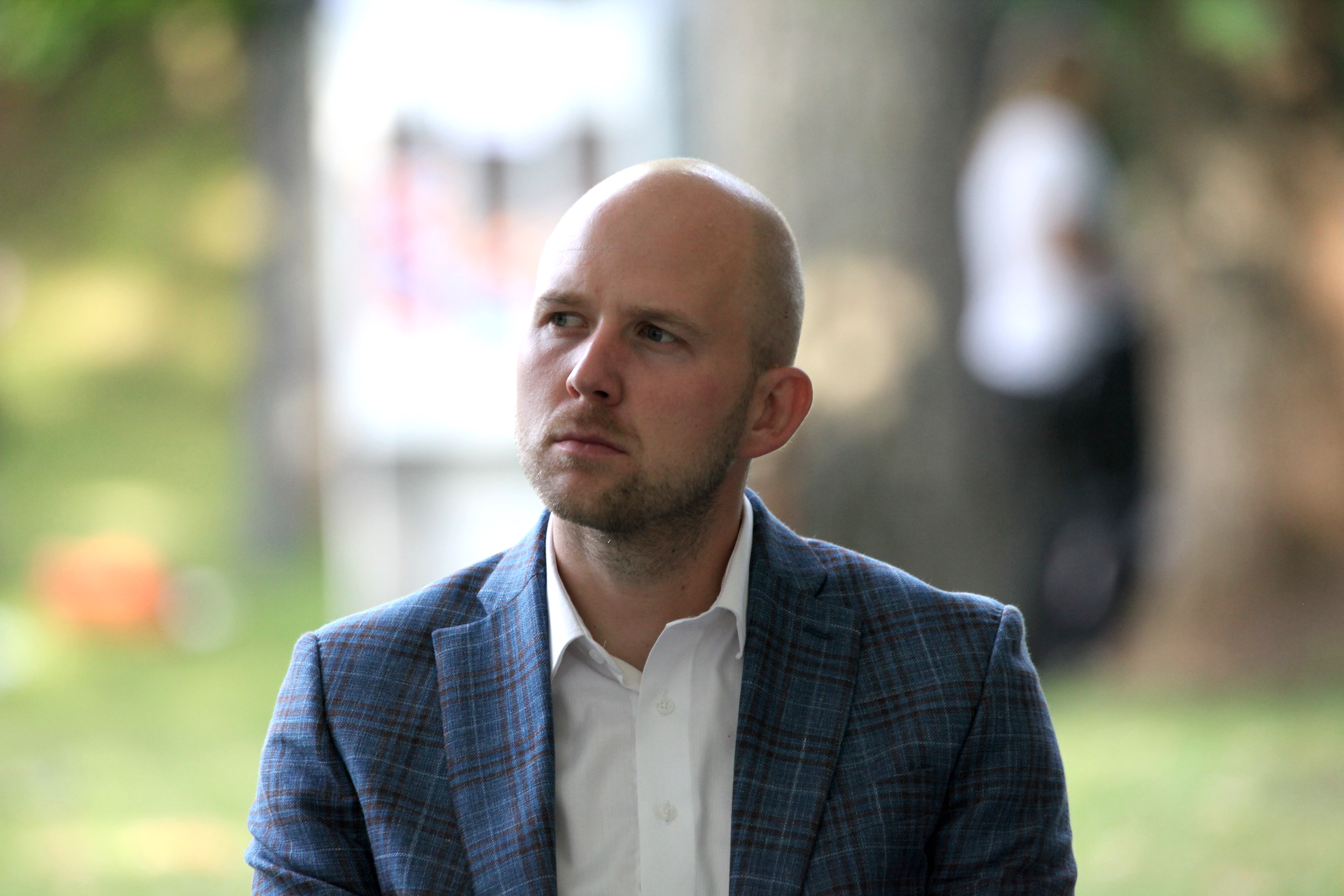
Tõnis Mölder (2021)

تونیس مولدر (انگلیسی: Tõnis Mölder؛ زادهٔ ۹ اکتبر ۱۹۸۹) سیاستمدار اهل استونی است. وی از ژانویه تا نوامبر ۲۰۲۱  وزیر محیط زیست استونی بود.